# CoreCivic
CoreCivic Inc., ehemals Corrections Corporation of America (CCA), ist ein amerikanisches Unternehmen mit Firmensitz in Nashville, Tennessee, das sich auf den Betrieb und die Leitung von privaten Gefängnissen spezialisiert hat.

Logo als Corrections Corporation of America

Das Unternehmen betreibt zurzeit über 60 Anstalten in den USA, wovon sich 44 im Besitz des Unternehmens befinden. In diesen Anstalten werden zurzeit ungefähr 75.000 Insassen von über 17.000 Mitarbeitern betreut. Das Unternehmen wurde 1983 von Tom Beasley, Don Hutto und Robert Crants gegründet. 1984 wurde mit dem Houston Processing Center die erste Einrichtung unter der Leitung der CCA eröffnet. Seitdem hat sich das Unternehmen, neben der Management and Training Corporation und der Geo Group, zu dem größten amerikanischen Dienstleister in der Gefängnisindustrie entwickelt.

## Gliederung
2016 änderte das Unternehmen seinen Namen in CoreCivic und stellte eine neue Unternehmensgliederung vor. So teilt sich CoreCivic in drei unterschiedliche Bereiche auf:
- CoreCivic Safety – Betrieb von privaten Gefängnissen
- CoreCivic Properties – Verwaltung von anderen Immobilien für die US-Regierung
- CoreCivic Community – Betrieb von Wohnzentren zur Resozialisierung